# Manuel Forcano

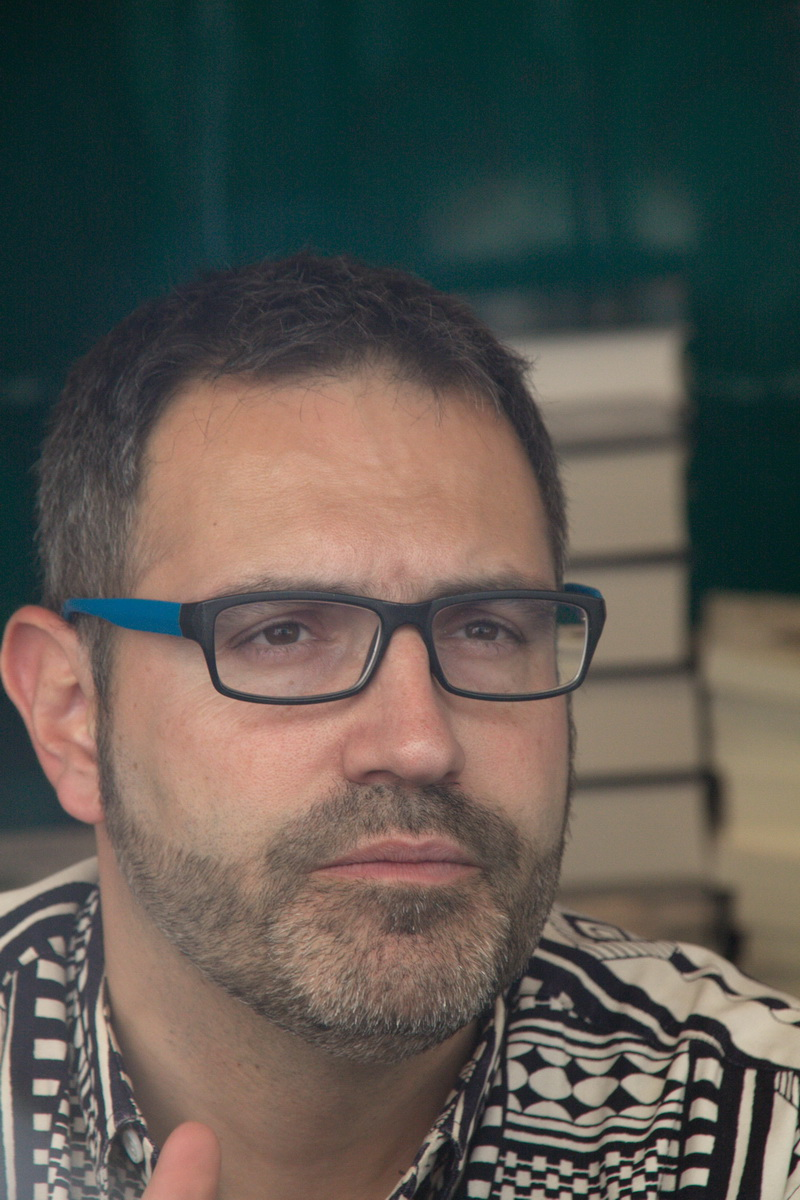
Manuel Forcano

Manuel Forcano (* 2. August 1968 in Barcelona) ist ein spanischer Schriftsteller katalanischer Sprache, semitischer Philologe und Übersetzer hebräischer Dichtung.

## Leben
Manuel Forcano arbeitete u. a. als Dozent für Hebräisch und Aramäisch an der Universität Barcelona. Er übersetzte diverse israelische Lyriker – z. B. Jehuda Amichai und Ronny Someck – sowie Prosa von E. M. Forster ins Katalanische.
Seit 1993 hat er mehrere eigene Gedichtbände veröffentlicht. El tren de Bagdad (Der Zug nach Bagdad) wurde im Jahr 2003 mit dem Literaturpreis Premi Carles Riba de poesia ausgezeichnet.
In Katalonien haben sich mittlerweile Fanklubs der Dichtung Forcanos formiert, und ein Restaurant nennt eines seiner Gerichte nach dem Lyriker.

## Lyrik
- De nit, 1999
- Corint, Edicions Proa, Barcelona 2000
- Com un persa, 2001
- El tren de Bagdad, Proa, Barcelona 2004
  - deutsch: El tren de Bagdad – Der Zug nach Bagdad. Übersetzt von Sven Limbeck, Elfenbein Verlag, Berlin 2007, ISBN 978-3-932245-85-5.
- Llei d'estrangeria, Proa, Barcelona 2008
- Estàtues sense cap, Proa, Barcelona 2013, ISBN 9788475883465